# Schraube (Figur)
Mit Schraube wird die Drehung eines Artisten, oder eines Turners im Sprung um die eigene Hochachse bezeichnet.
Diese Bezeichnung wird in verschiedenen Sportarten benutzt: Wasserspringen, Kunstspringen und Turmspringen, Trampolinturnen, Kunstturnen, Voltigieren, Kunstflug usw.
Die Schraube kann auch in Kombination mit anderen Figuren aufgeführt werden, z. B. Salto mit Schraube. Insbesondere im Leistungsbereich hat es sich eingebürgert, vom Schraubensalto verkürzend als Schraube zu sprechen. In Abgrenzung davon wird die Schraube dann (Strecksprung-)Ganze Drehung oder Fußsprungschraube genannt.

Ausführung eines Schraubensprunges
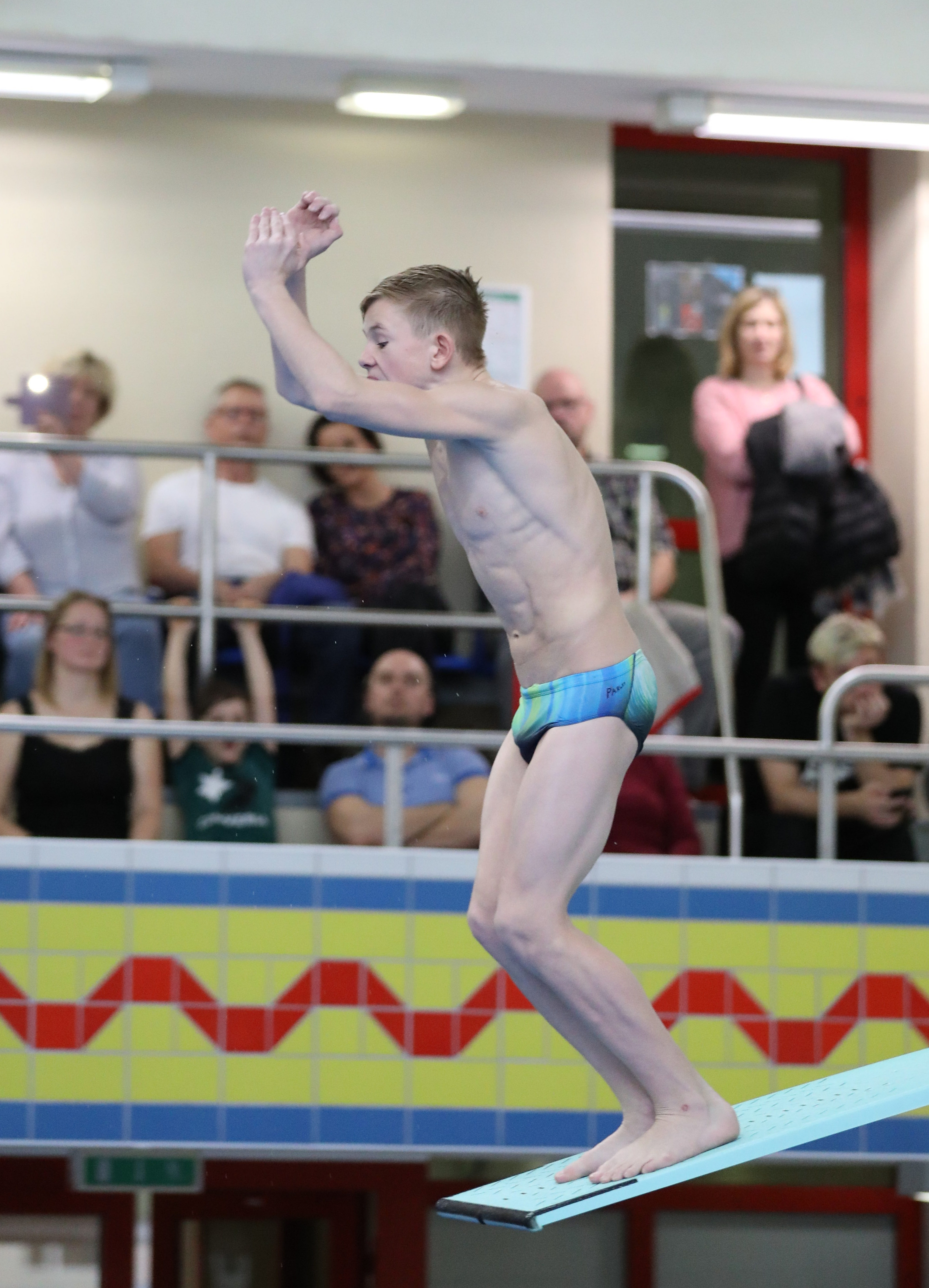
Ein Wasserspringer führt einen 2½ Salto vorwärts mit 1 Schraube, freie Ausführung (5152 B; Schwierigkeit 3.0) bei den Deutschen Hallenmeisterschaften der A-/B-Jugend 2019 aus.
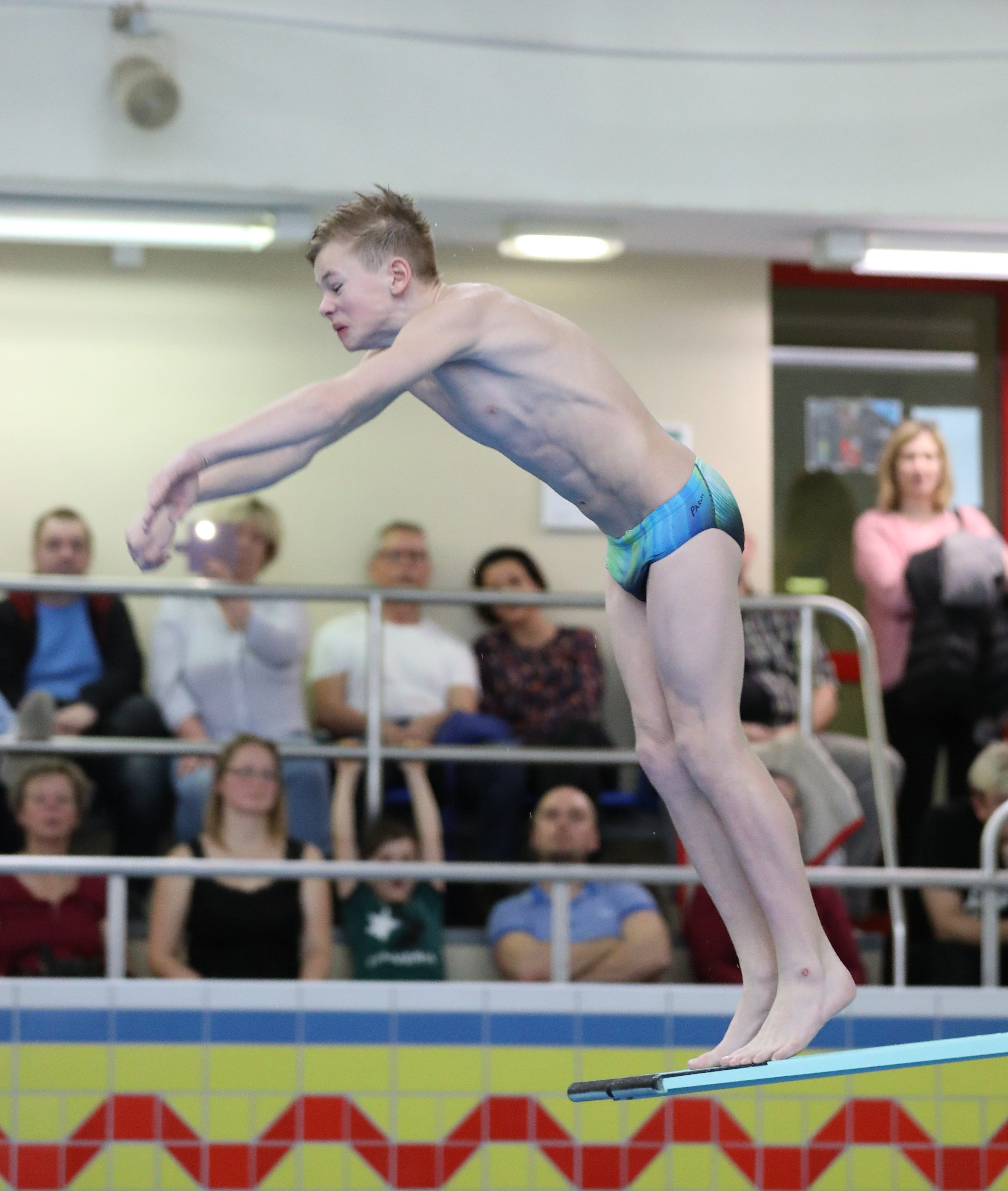
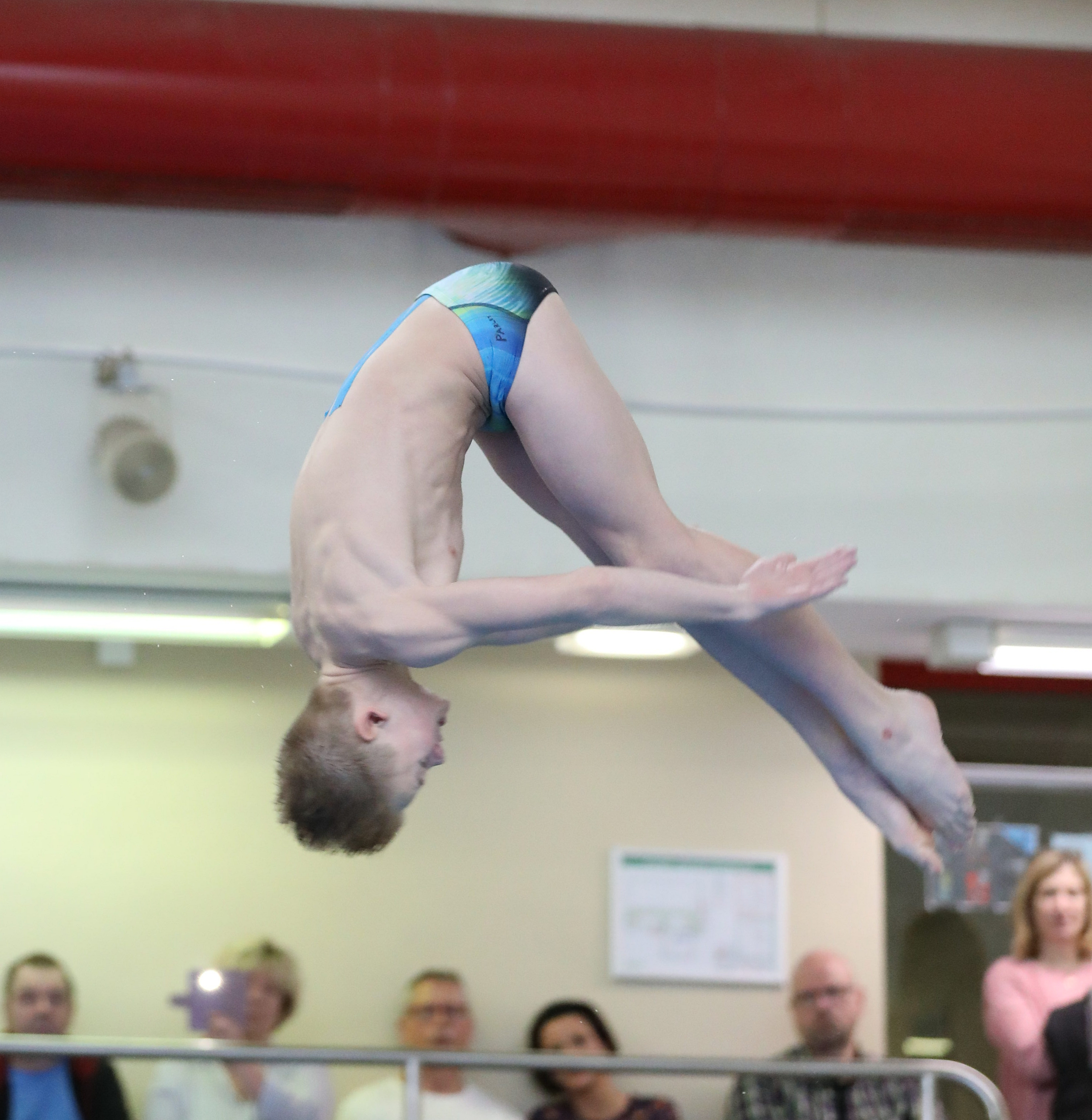
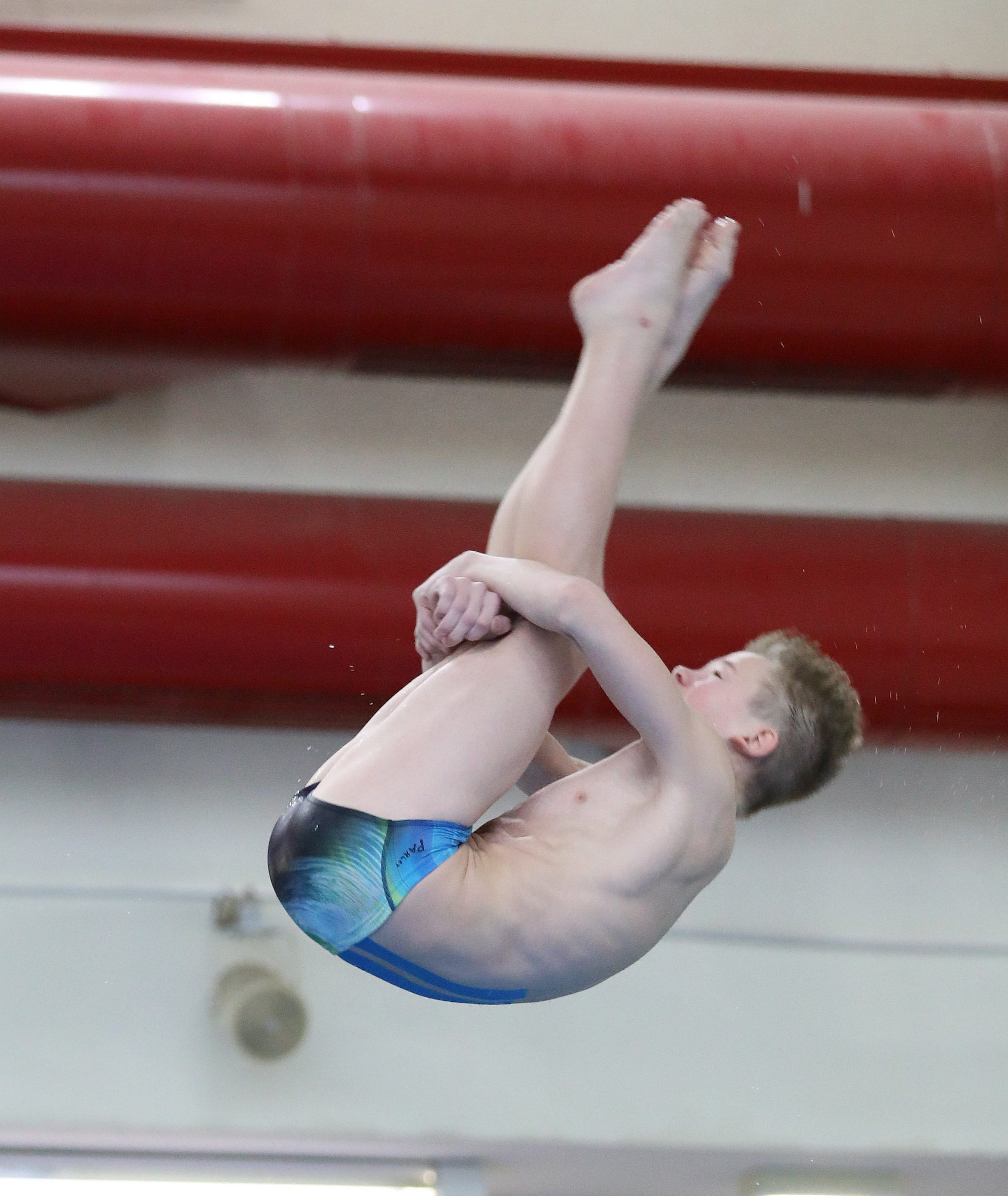
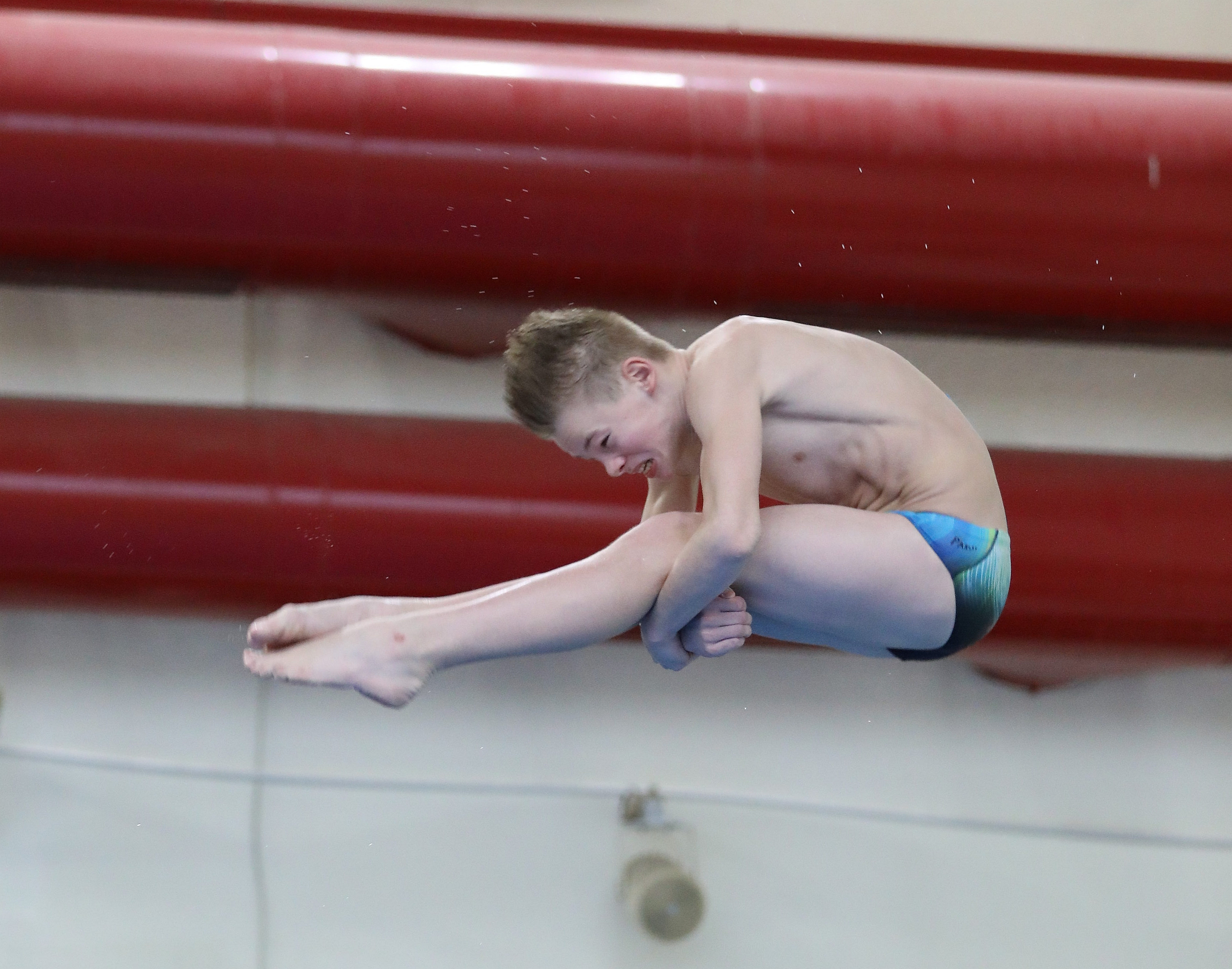
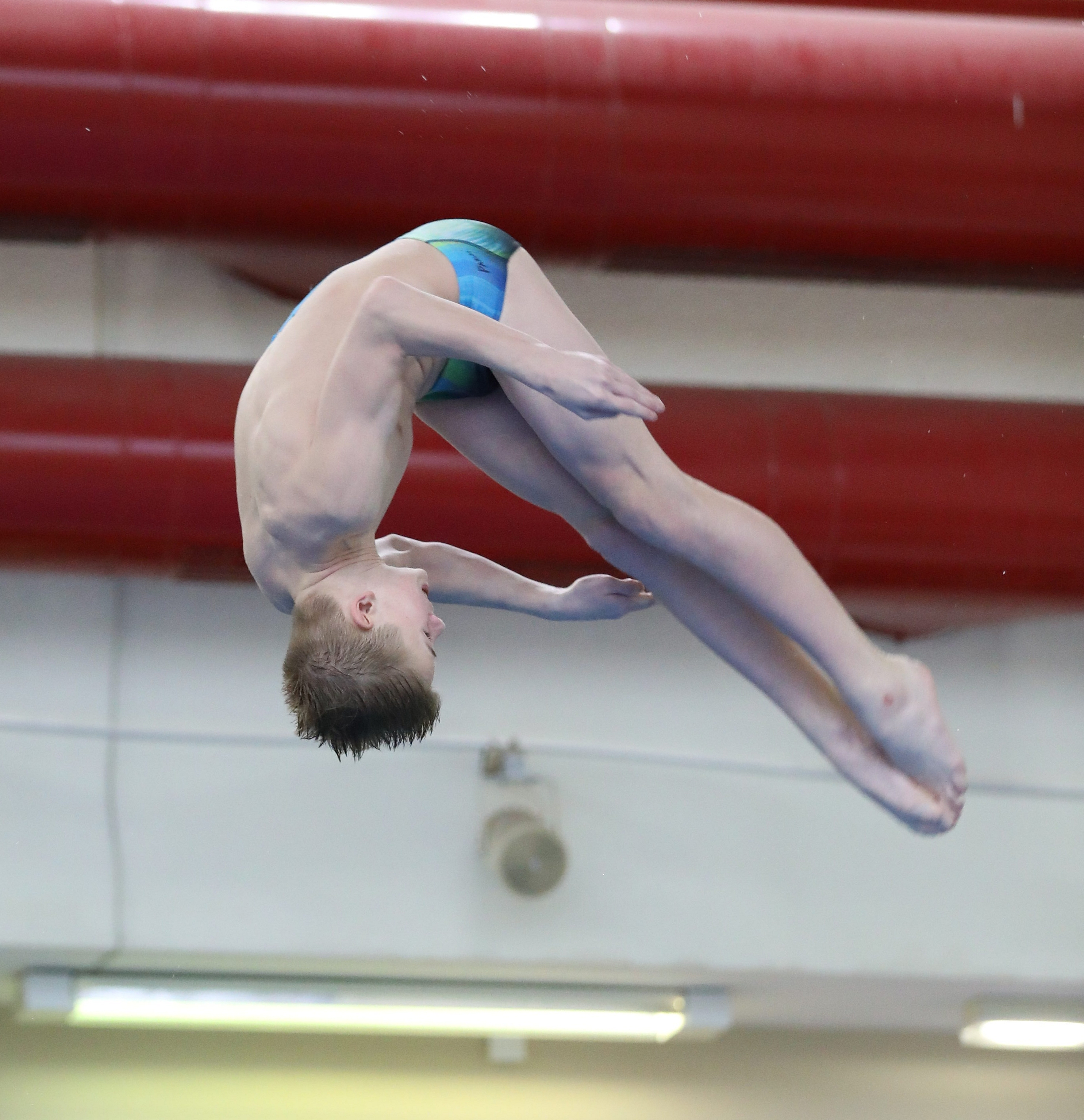
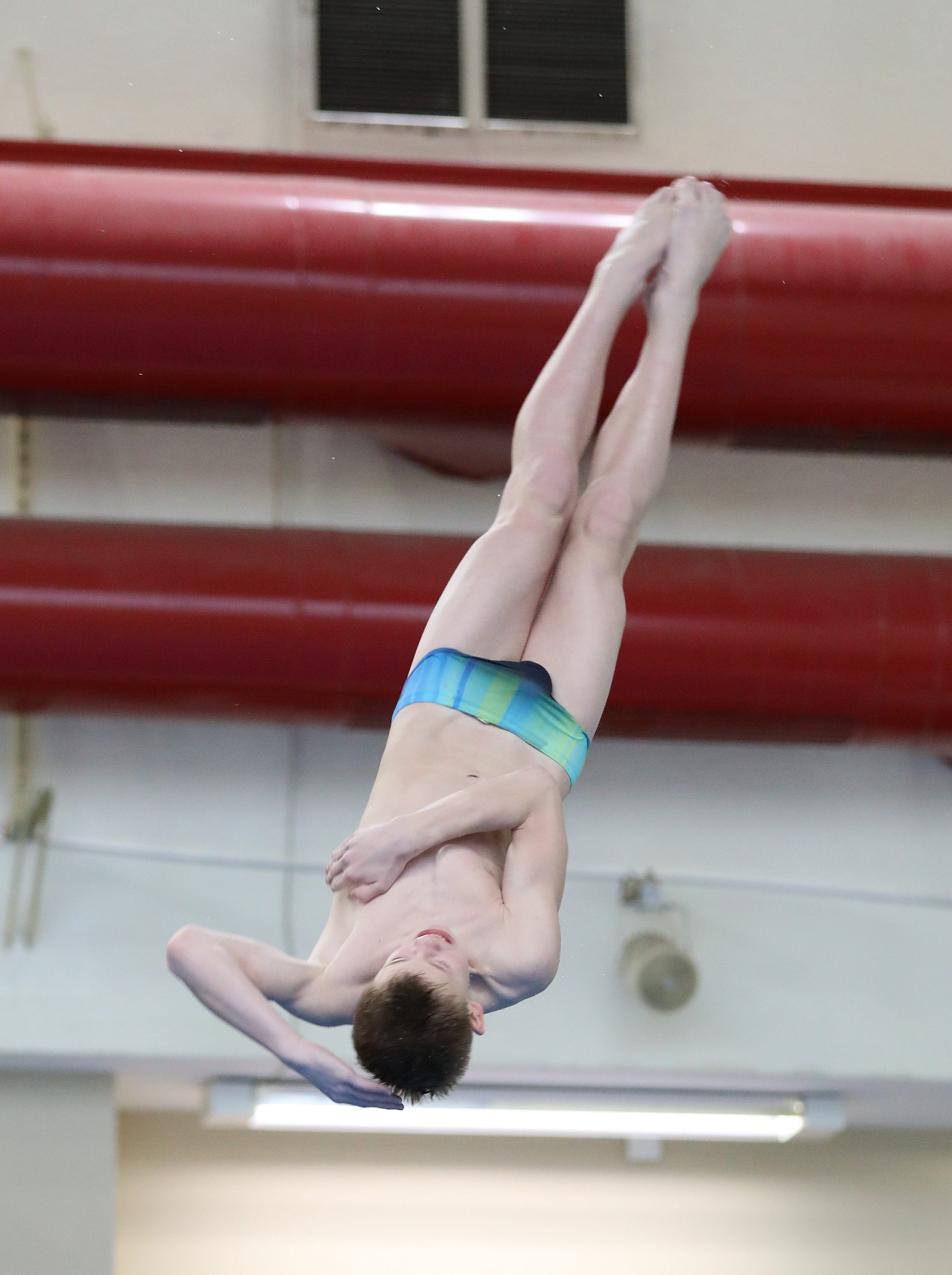
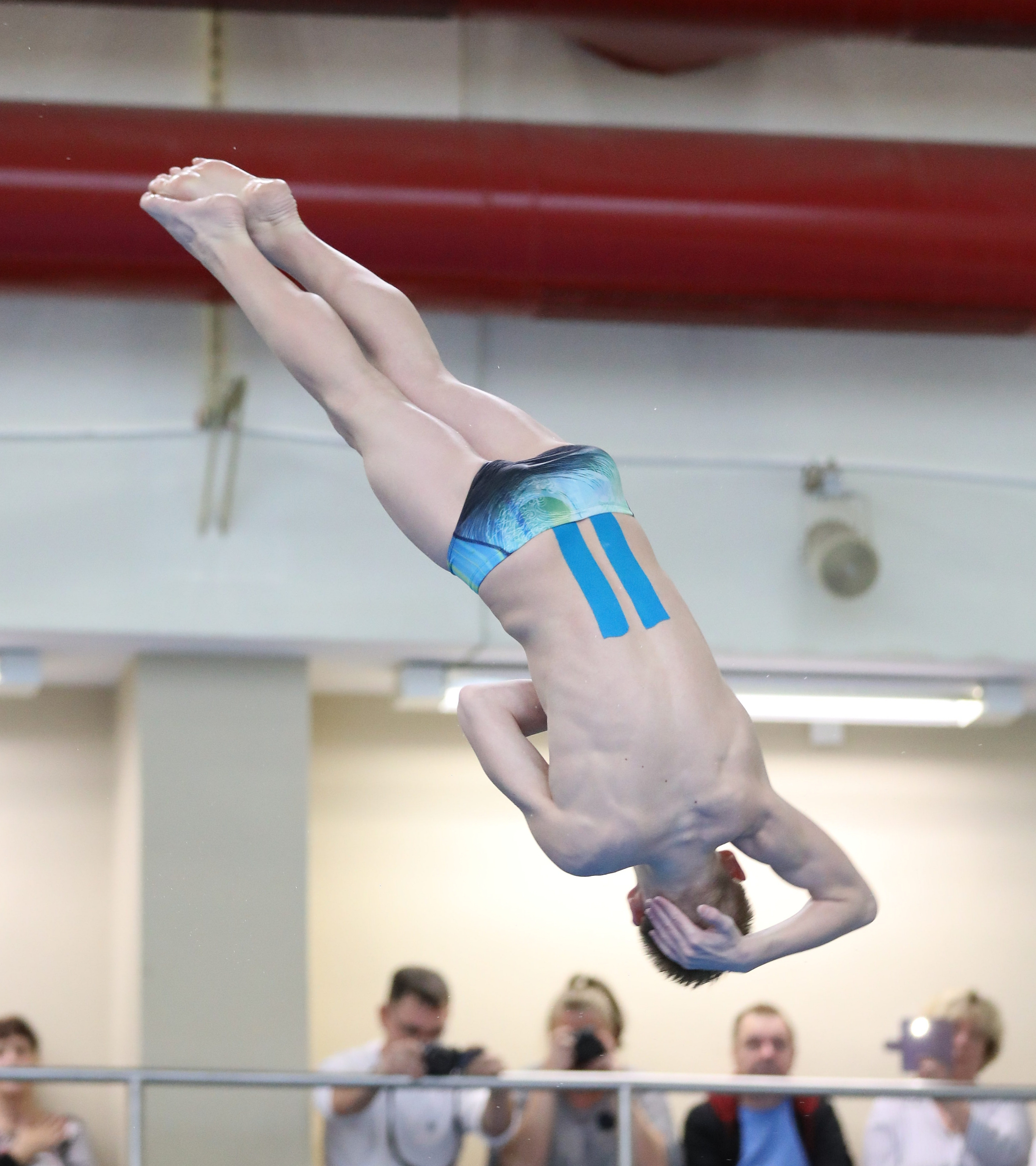
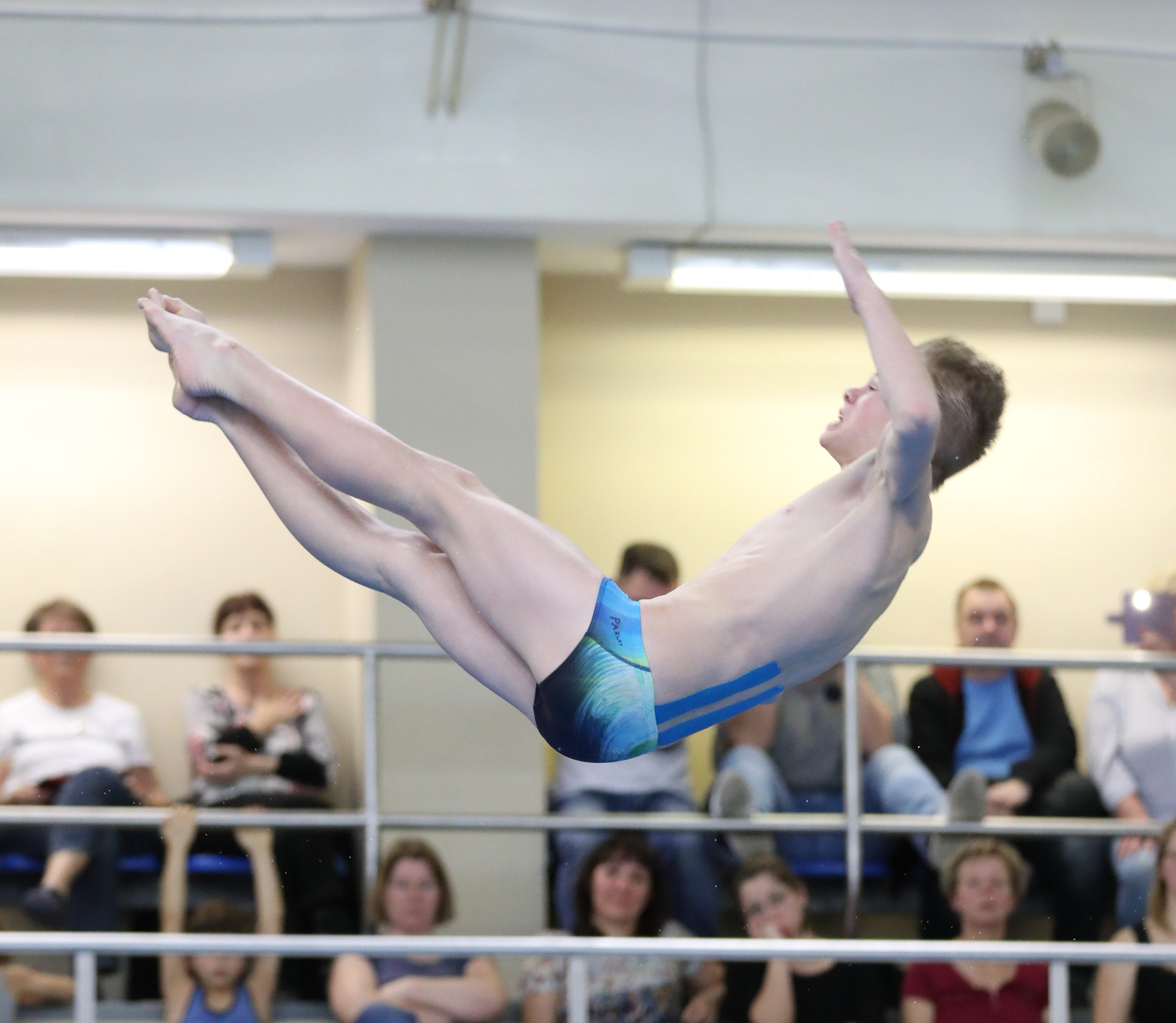
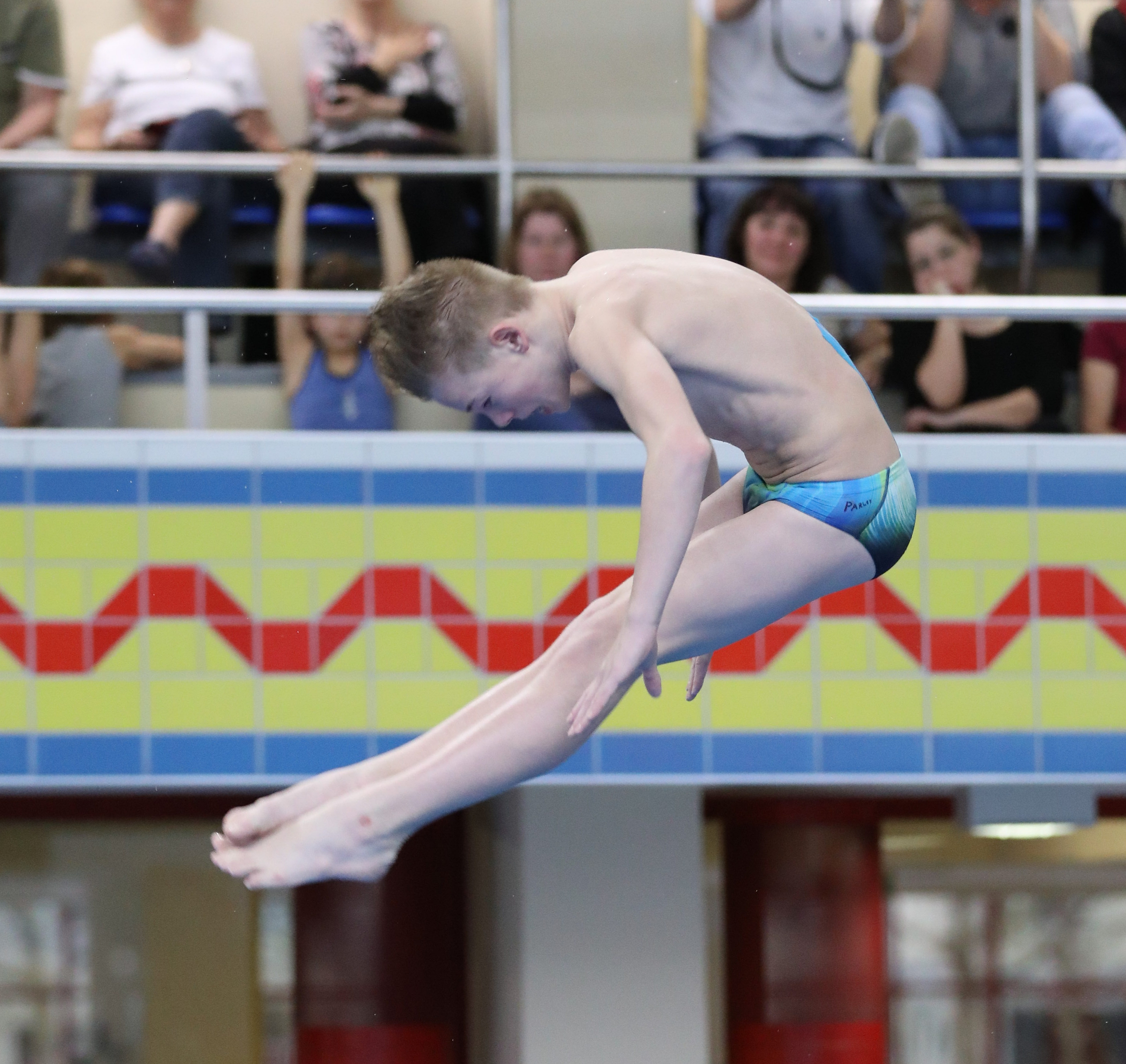
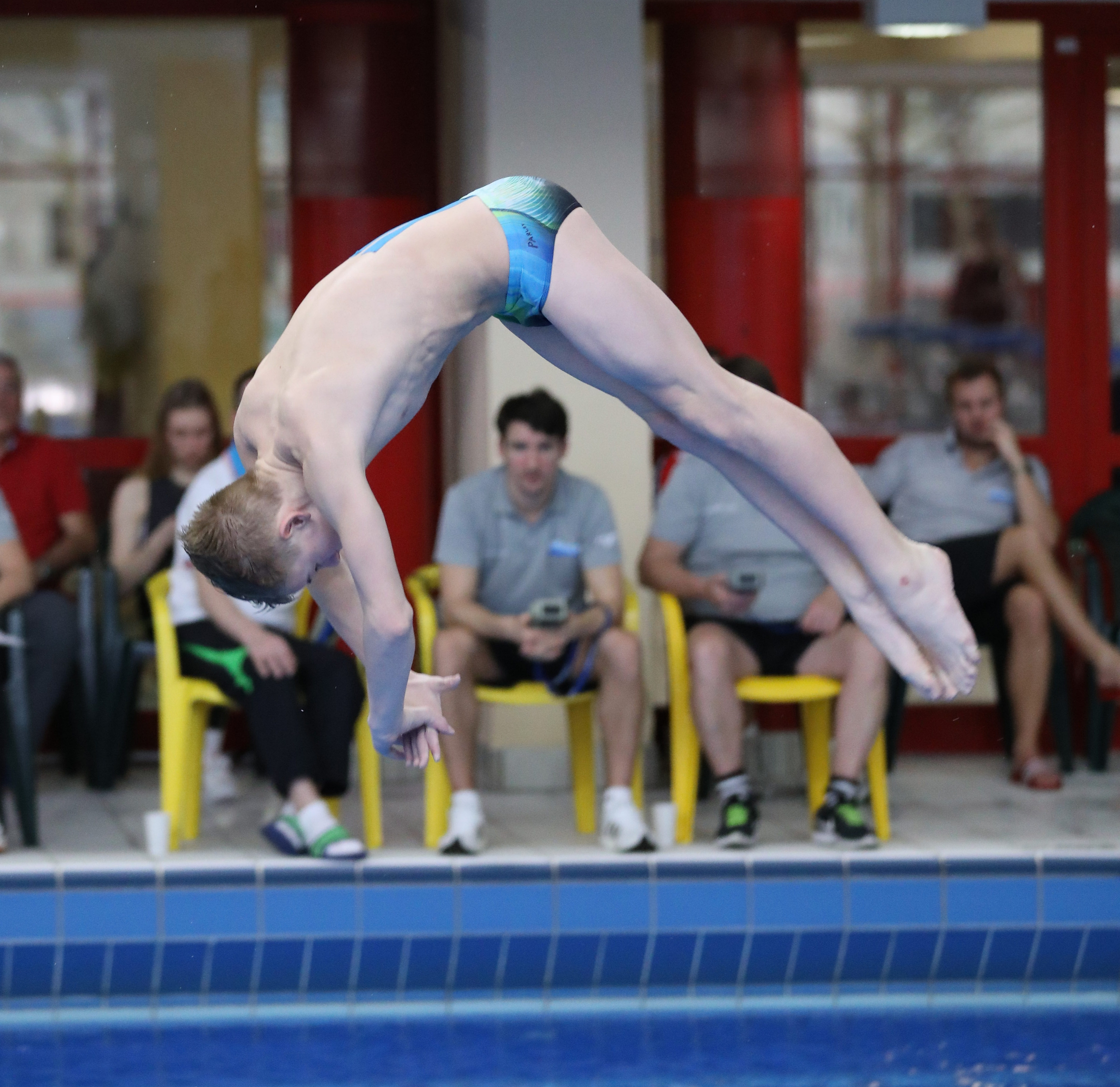
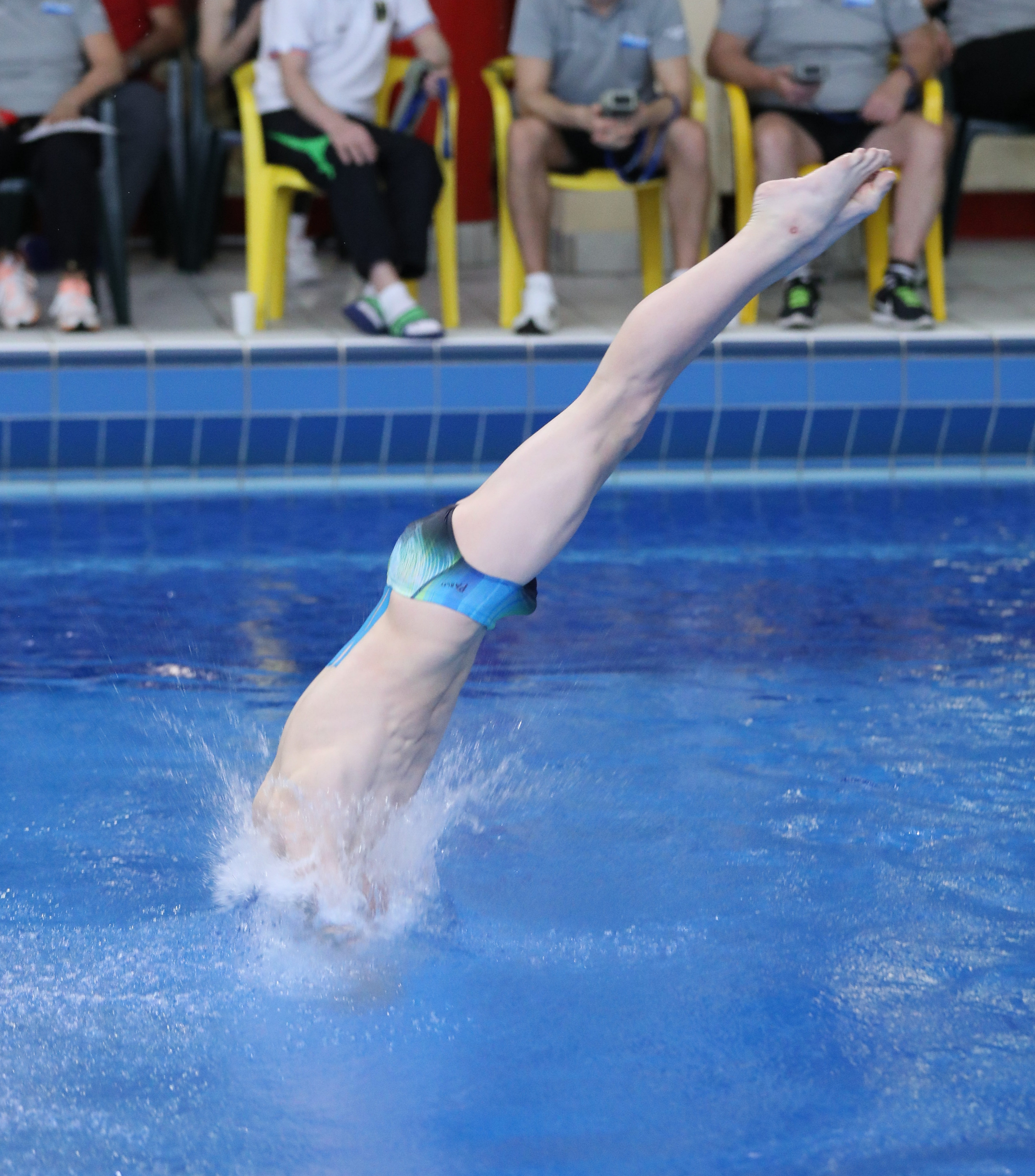